# Powiat Schwaz
Powiat Schwaz (niem. Bezirk Schwaz) – powiat w Austrii, w kraju związkowym Tyrol. Siedziba powiatu znajduje się w mieście Schwaz.

## Geografia
Południowa i środkowa część powiatu leży w Alpach Centralnych, północna zaś w Północnych Alpach Wapiennych. Granica z Tyrolem Południowym (Włochy) biegnie w Alpach Zillertalskich. Środkowa część powiatu leży w Tuxer Alpen. W Alpach Kitzbühelskich przebiega wschodnia granica z powiatami Kufstein i Kitzbühel. Północ i granica z Niemcami (powiat Garmisch-Partenkirchen) znajdują się w górach Karwendel i w Rofanie.

## Podział administracyjny
Powiat podzielony jest na 39 gmin, w tym jedną gminę miejską (Stadt), cztery gminy targowe (Marktgemeinde) oraz 34 gminy wiejskie (Gemeinde).
| Miasta 1. Schwaz (14 211) Gminy targowe 1. Jenbach (7492) 2. Mayrhofen (3954) 3. Vomp (5417) 4. Zell am Ziller (1710) Gminy 1. Achenkirch (2260) 2. Aschau im Zillertal (1878) 3. Brandberg (379) 4. Bruck am Ziller (1121) 5. Buch in Tirol (2596) 6. Eben am Achensee (3495) 7. Finkenberg (1438) 8. Fügen (4315) 9. Fügenberg (1510) 10. Gallzein (711) 11. Gerlos (803) 12. Gerlosberg (486) 13. Hainzenberg (729) | 1. Hart im Zillertal (1632) 2. Hippach (1459) 3. Kaltenbach (1315) 4. Pill (1252) 5. Ramsau im Zillertal (1715) 6. Ried im Zillertal (1277) 7. Rohrberg (570) 8. Schlitters (1562) 9. Schwendau (1843) 10. Stans (2208) 11. Steinberg am Rofan (292) 12. Strass im Zillertal (853) 13. Stumm (1913) 14. Stummerberg (854) 15. Terfens (2292) 16. Tux (1943) 17. Uderns (1922) 18. Weer (1765) 19. Weerberg (2508) 20. Wiesing (2171) 21. Zellberg (660) |
| (stan liczby mieszkańców 1 stycznia 2023) | |

## Galeria

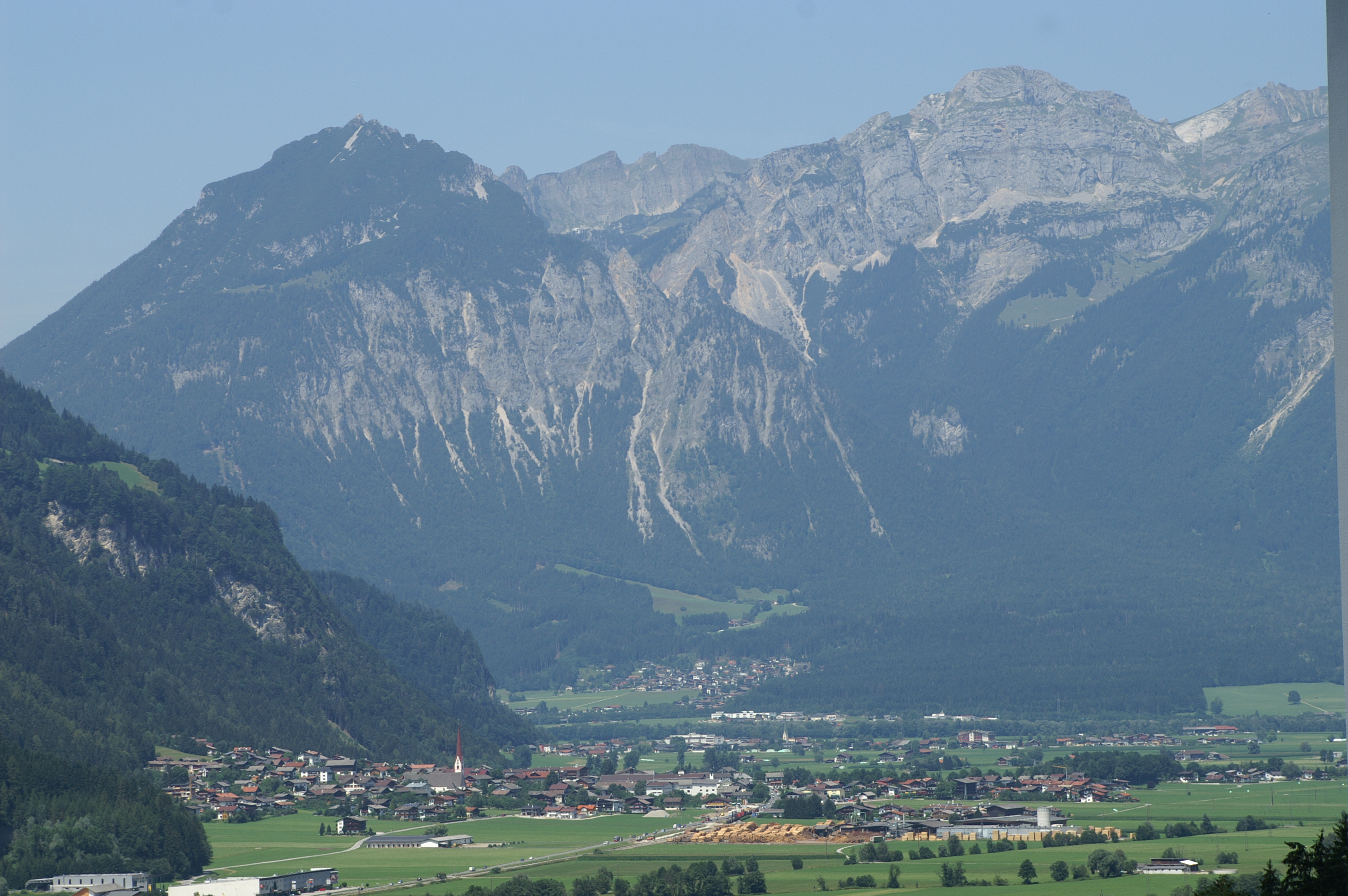
Schlitters
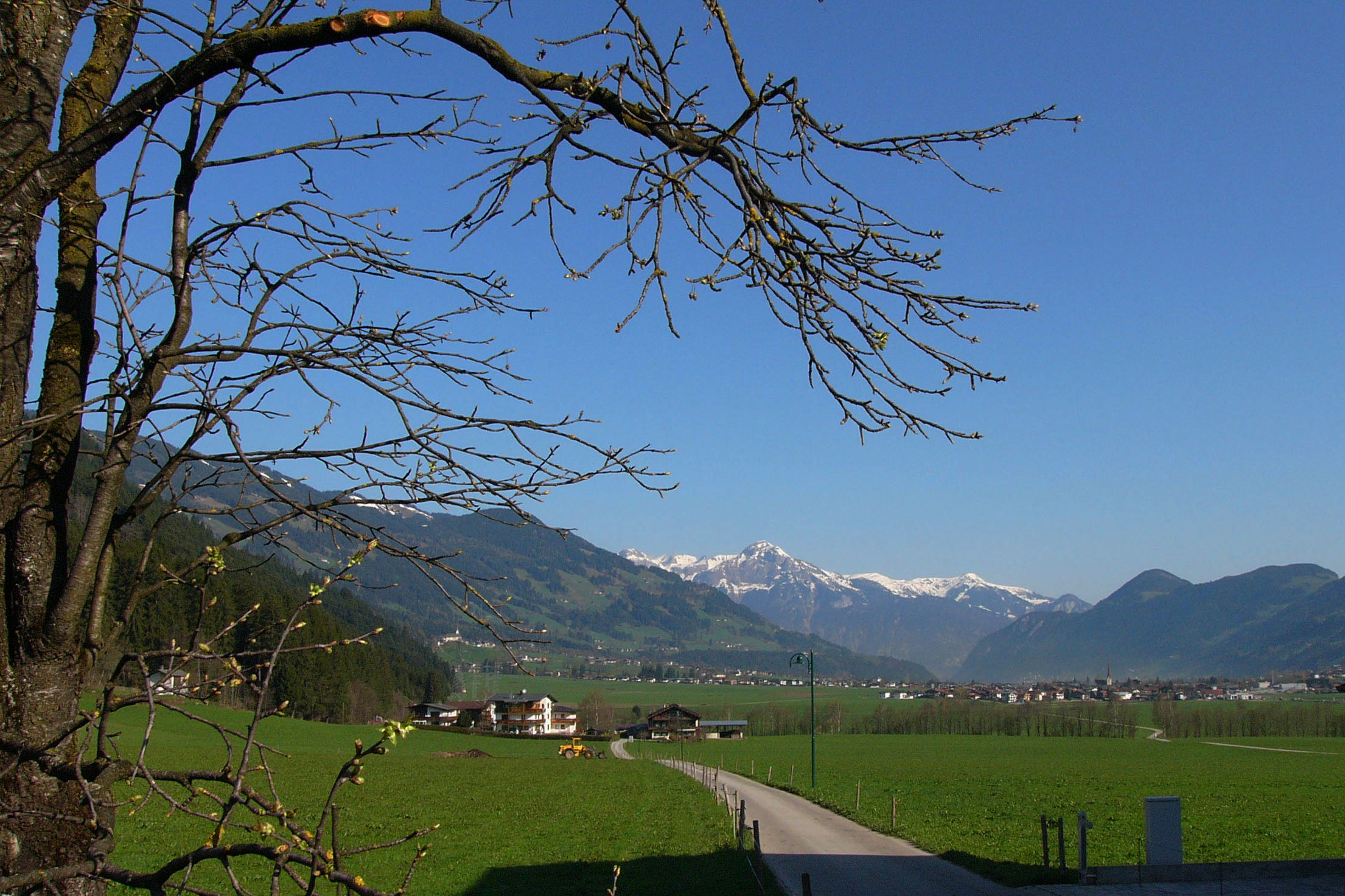
Uderns
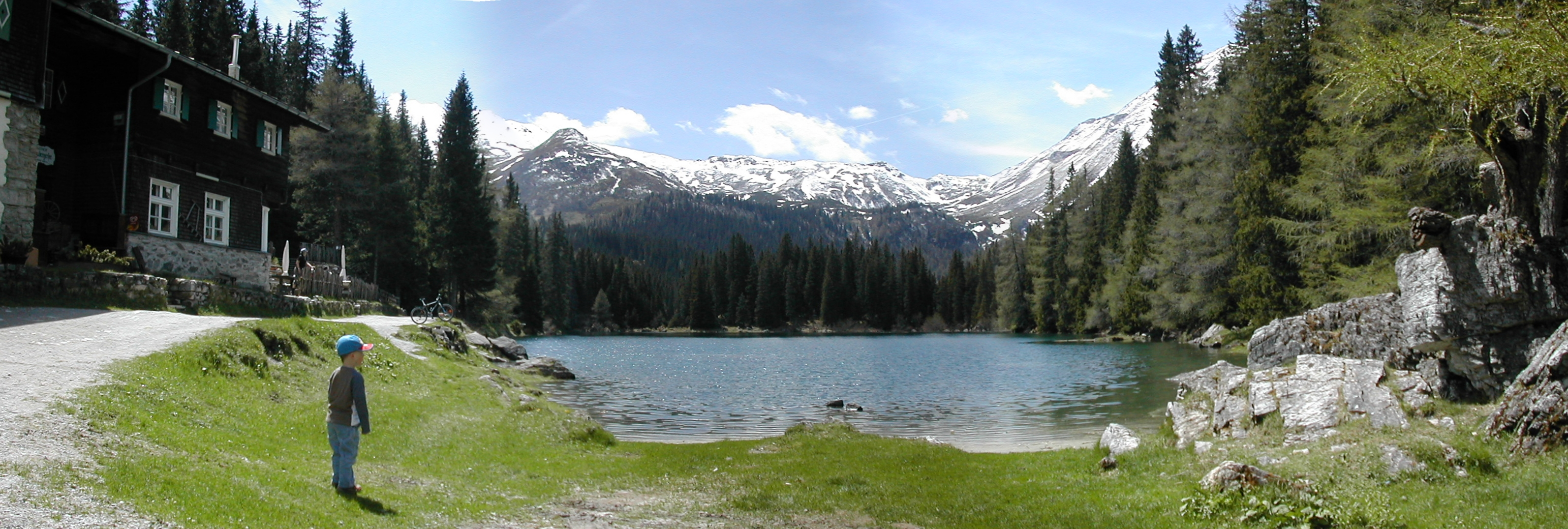
Jezioro Obernbergersee